# Sociedad Filatélica de El Salvador
La Sociedad Filatélica de El Salvador es una institución que tiene por objetivo la promoción del estudio de la filatelia en general y la de El Salvador en particular. 
Fue fundada en la ciudad de San Salvador el 5 de enero de 1940, por iniciativa de Enrique Patiño, Antonio Pinto Lima y Ciro Rusconi. Patiño fue su primer presidente y la primera reunión de la sociedad congregó a dieciséis filatelistas. También en los Estados Unidos se formó The El Salvador Collectors Club el 3 de mayo de 1975, la cual estaba incorporada al Jack Knight Collectors Club, y posteriormente cambió su nombre a Associated Collectors of El Salvador. 
Ambas asociaciones se unieron en el año 2004 para crear la Sociedad Filatélica de El Salvador - ACES, dedicada al estudio en línea de los sellos e historia postal de El Salvador.
La institución posee una revista trimestral en línea llamada El Salvador Filatélico - El Faro.